# ガメラ 大怪獣空中決戦
『ガメラ 大怪獣空中決戦』（ガメラ だいかいじゅうくうちゅうけっせん）は、1995年（平成7年）3月11日に東宝系にて公開された怪獣映画。
大映（現・KADOKAWA）製作の平成ガメラシリーズ（いわゆる『平成三部作』）第1作である。ガメラ誕生30周年記念作。

## 概要
昭和ガメラシリーズの第3作『大怪獣空中戦 ガメラ対ギャオス』とタイトルが似通っているが、話の内容は全く異なった展開となっている。
それまでの昭和シリーズでは子供向けの展開や演出が目立っていたが、本作品では現実世界で実際に起こっている問題や、古代の歴史や伝説とリンクした設定がなされていたり、生物学的な要素が盛り込まれていたりと、従来のシリーズに足りなかったリアリティを徹底して追求した大人向けの演出が全面的に出されており、逆に子供との関わりは控え目に抑えられているが、ガメラの復活や力を増すところなどの重要な部分で関わることが多く、以後の作品にもこれらの設定が継承される形となっている。
物語の大筋としては、1995年の日本を舞台に、五島列島や姫神島で孵化したギャオスと環礁のような姿から目覚めたガメラ、それらを発見した人々や自衛隊との戦いを描いている。
続編『ガメラ2 レギオン襲来』（以後、『2』）や『ガメラ3 邪神覚醒』（以後、『3』）とは時系列的につながっており、本作の1年後が『2』、4年後が『3』でそれぞれ描かれている。特に『3』では本作品での出来事が直接的に触れられており、『3』での展開に大きく関係している。また、『3』で起こった出来事の一部を示唆する会話もなされている。
観客動員90万人、配給収入5億2,000万円。配給収入目標は10億円だったが、ビデオ化権や放映権を見込んでかろうじて黒字を確保できた製作陣は、ガメラのキャラクターが世間に浸透したと判断し、シリーズ化を決定した。1995年の邦画配給ベスト10には入らなかったものの、作品自体の評価は非常に高く、映画賞として伝統を持つキネマ旬報ベストテンに怪獣映画として史上初めて選ばれた。

## あらすじ
海上保安官・米森良成が一等航海士として乗り組む海上保安庁巡視船「のじま」は、太平洋上でプルトニウム輸送船「海竜丸」護衛の任に当たっていた。海竜丸とのじまはフィリピン海溝の東、ミンダナオ島南南東約300キロメートルの地点までさしかかり、日本まであと少しというところだったが、そこで海竜丸からのじまに「座礁した」との緊急連絡が入る。6,000メートル以上の水深がある海域であるにもかかわらず海竜丸が座礁した原因は謎の巨大漂流環礁で、しかもその環礁は勝手に海竜丸から離れていった。やがてその謎の環礁によるものと思わしき原因不明の海難事故が多発したことから、海上保険会社による合同調査が開始され、米森と八洲海上保険の草薙はその調査に加わる。環礁は黒潮の流れに乗ってだんだん日本に近づいていると考えられ、米森たちは大まかな現在位置と推定される南西諸島沖の海域に向かう。やがて米森たちは環礁を発見して上陸調査を行うが、そこで不思議な石版と大量の勾玉を発見する。さらに、この環礁が生物であるということが明らかになる。
同じころ、福岡市動植物園に勤務する鳥類学者の長峰真弓は、長崎県警察の刑事・大迫力の訪問を受け、九州の五島列島・姫神島で、島民が「鳥や！鳥や！」という無線を最後に消息を絶つという事件が発生したことを告げられる。姫神島では最近大きなヒナが発見されたということで、長峰の師である九州大学の平田などの研究者が調査に訪れていた。姫神島を訪れた長峰と大迫などの警官隊だったが、そこには無残な姿と化した集落が広がっていた。この光景を目の当たりにした長峰は、これは生物ではなく人為的なものによるものと大迫に語るが、集落においてペリットを発見する。それは非常に大きなものであり、中には平田のペンと、誰のものとも知れぬ壊れた眼鏡が含まれていた。長峰と大迫たちはこのような事態を引き起こした存在を追って島の奥地にまで足を運ぶが、そこで巨大な怪鳥が飛び立つところを発見する。姫神島の島民や研究者たちを全滅させたのもこの怪鳥の仕業だった。事態がただごとではないことを悟った長峰と大迫がヘリコプターで追跡するうち、怪鳥が3匹いることが判明する。さらには、すぐ横に怪鳥が来た際、長峰がとっさにカメラのフラッシュを焚きながら連写したところ、ひるんで離れたことから、強い光を苦手とする性質があることも判明する。
怪鳥について、政府は貴重な生物であるとして捕獲を計画する。長峰は推測だけで捕獲するのはリスクが大きすぎると反対するが、なかば黙殺されるかたちで捕獲が決定される。長峰が中心となって怪鳥を誘い込んで捕獲する作戦が立案され、大迫が福岡ドームを利用することを思いつき、その中心に餌となる大量の肉が用意され、周りを囲むように巨大なライトが設置される。島から飛び立った怪鳥が近寄ったところで一斉にライトを照射してドーム内に誘導し、餌にありつかせることには成功するが、ドームの天井が閉まり切らないうちに麻酔銃を放ったため、1匹は命中してその場に卒倒するものの、もう1匹は空へ取り逃がす。麻酔が外れた最後の1匹はまっすぐに長峰と自衛隊に突進するが、とっさにライトを付けたためひるみ、その隙に麻酔銃を集中射撃し仕留めることに成功する。同じころ、帰巣する1匹を自衛隊のヘリコプターが追跡していたとき、博多湾に例の環礁、すなわち巨大生物が現れる。向かってくる怪鳥の1匹を石油コンビナートに叩きつけて倒した巨大生物は、そのまま博多に上陸すると、周りの建物を破壊しながらドームに向かっていく。攻撃をしようにも、相手が明確な攻撃行動を見せないため、自衛隊も手の出しようがない。さらに、ドームに着いた巨大生物はそのままドームからいっさい離れようとしない。予期せぬ事態に周囲は大混乱に陥り、その隙を突いた2匹の怪鳥はみずからを閉じ込めていた鉄格子を強力な光線で切断して脱出する。巨大生物も手足から白い煙を噴射すると、円盤のような姿となって、高速回転しながら怪鳥を追って飛び去っていく。
古代の石版に記された「最後の希望・ガメラ、時の揺りかごに託す。災いの影・ギャオスと共に目覚めん」という碑文から、政府は巨大生物をガメラ、怪鳥をギャオスと呼称する。政府はギャオスの捕獲にこだわる一方で、ギャオスよりも体格的に大きいガメラを危険視し、ガメラの排除を決定。自衛隊はギャオスを追うガメラを駿河湾上空で81式短距離地対空誘導弾によって撃墜して富士山麓に墜落させると、次いで74式戦車部隊による直接攻撃に加え、F-4EJ改編隊による空爆も行うが、途中でギャオスが出現したことで攻撃を一時中止した隙を突き、ガメラは再び飛び去った。その直前、ガメラは木曽山脈で逃げ遅れた子供を助けようとした長峰と米森をギャオスの襲撃から身を挺して守っており、敵ではないことが判明する。さらに長峰が後輩に頼んでギャオスの遺伝子を解析した結果、ギャオスは染色体を一対しか持たず、しかもその染色体は無駄がない完全なものという明らかに人為的な生物であること、雌雄同体の性質を持ち単為生殖が可能な生物であることが分かる。それは、このままギャオスを放置し続ければ、人間などを餌にして爆発的な勢いで繁殖するという恐ろしい事実を示していた。
ガメラに仲間が1体葬られるものの、ギャオスはガメラを敵視する自衛隊の攻撃を助力にその妨害を逃れると、富士山の山麓で急速に成長を遂げて成体へと変貌を遂げる。成体となったギャオスは餌となる人間を求めて遂に東京の市街地に出現、走行中の中央線車両を捕獲し、取り残された乗客を貪り食らう大惨事を引き起こした。
ここにきてようやく政府はギャオス捕獲を中止し、指定地域の住民避難を完了させた後に自衛隊の地対空ミサイルによる攻撃を行うが、光を克服したギャオスは自衛隊のミサイルを感知すると巧みに誘導して東京タワーを破壊させ、そこに営巣した。これを受けて、政府はギャオスとの総力戦を決定。株式市場のパニック売り、ダウ平均の暴落、空港の閉鎖、避難を図る人々が殺到したことによる各種交通機関の混雑といった経済的・社会的混乱が広まる中、東京都民の避難を開始した。
真っ二つに折れた東京タワーに営巣するギャオスの監視を続けていた自衛隊は、いよいよ総攻撃に移ろうとしていた。しかしギャオスの産卵直後、突如大きな地震が起こる。ギャオスが見下ろし鳴き声を上げた次の瞬間、傷の癒えたガメラが地中から出現する。プラズマ火球を発射し、巣や卵を東京タワーごと破壊するもののギャオスは飛翔して逃れ、ガメラも追撃して互いに一歩も譲らない激しい空中戦を展開する。ギャオスの超音波メスを受けたガメラは市街地に墜落し、地上でふたたび激しい戦闘を繰り広げる。今度は一転してガメラがギャオスを圧倒し、肘からエルボークローを生やしてギャオスにぶつける。ふたたび空へ飛び上がるガメラのあとを、翼を折りたたみ、槍状の姿になったギャオスが高速で追う。自衛隊の追尾が及ばない高度にまで飛び上がり、両者はそのまま宇宙へと飛び出す。ガメラはギャオスの脚に噛み付くと、そのままジェット噴射を止めて、ギャオスもろとも落下しはじめる。ガメラは噛みついたまま離さず、最終的にギャオスはみずからの片足を超音波メスで切断し離脱する。ガメラはそのまま扇島の石油コンビナートへと落下・墜落し、コンビナートを炎上させる。ギャオスも追い打ちをかけるように超音波メスで炎上するコンビナートに攻撃したあと、その場に降り立った。長峰たちとともにこれまでの戦いを見てきた浅黄も、父とともにその場に駆け付ける。そして、彼女の持つ勾玉を通じてガメラの復活を祈る思いが力となり、周りの巨大な炎がまたたく間に集束していき、ガメラが復活する。
ギャオスが超音波メスを放とうと口にエネルギーを溜め込んだところへ、ガメラは先ほどの爆発で生じた炎のエネルギーを利用して、渾身の火球を放つ。同時にギャオスも超音波メスを放つが反れ、火球がギャオスの頭部に命中してギャオスは死亡、頭部を失ったギャオスの体も倒れこんで大爆発を起こす。その様子を見た米森たちはようやく、安堵と歓喜の表情を見せる。勝利を収めたガメラはみずからとのシンクロで負傷した浅黄を治すと、そのまま海へと去って行く。その様子をながめながら、長峰や米森は「ギャオスが太古の昔、仮に渡りを行っていたとしたら、世界中にギャオスの卵があってもおかしくない」という可能性を示唆する。驚きを隠せない草薙に長峰たちは「可能性の域を出ません、ですが備えは必要不可欠です。今度もガメラが現れてくれるとは限らないから」と話すが、浅黄は「ガメラはきっと来る」と確信するのだった。

## 登場怪獣
ガメラ

基本的なスペック、容姿、行動目的などの設定は昭和版のガメラに準ずるが、容姿全体がより生物らしいフォルムになっている、武器が火炎放射から火球に変更されている、肘からエルボークローと呼ばれる武器の突起物を突出できるなど、本作品独自の設定や特徴などが盛り込まれている。
ギャオス

ガメラと同様、基本的な設定は昭和版のギャオスを踏襲するが、こちらもより生物的容姿になっている、古代に創られた生物兵器として自己進化能力を有する、単為繁殖が可能であるなど、独自の設定が盛り込まれている。

## 登場人物
米森 良成（）
演：伊原剛志
本編の主人公。海上保安庁巡視船「のじま」一等航海士。三等海上保安正。
のじまに乗船してプルトニウム輸送船の護衛任務に就いていたが、その最中に太平洋上で謎の環礁による座礁事故に遭遇する。しかし、庁の調査隊に参加させてもらえなかったため、休暇をとり直哉たちの保険会社の調査隊に参加する。
直哉や長峰を訪ねる際に酒やスイカの手土産を持参するなど生真面目で律儀な人物。
ガメラ復活のきっかけを作った人物であり、やがて二体の怪獣の戦いへと関わって行く。
長峰 真弓（）
演：中山忍
本編のヒロイン。九州大学理学部卒業。福岡市動植物園に勤務する鳥類学者。姫神島でギャオスを発見し、大迫と共に調査を進める。今作の後もギャオスに関して調査を続けており、『3』では主人公として再び登場する。
師である平田（名前のみ登場）がギャオスの犠牲になっている。
やや気の強い傾向があり、大迫や斎藤に対して毅然とした言動を幾度も見せている。
草薙 浅黄（）
演：藤谷文子
米森に渡された勾玉によりガメラと心を通わすことになった女子高生。三部作にわたって登場し、シリーズを通して重要な役割や立ち回りを担うことになる。
草薙 直哉（）
演：小野寺昭
浅黄の父親。八洲損害保険社員。浅黄と二人暮らしで妻（浅黄の母）に関しては不明。『2』ではニューヨークにおり、名前だけが登場する。『3』ではワシントンにいることが語られている。
大迫 力（）
演：螢雪次朗
長崎県警察の刑事。長峰と共に姫神島でギャオスに遭遇する。三部作にわたって登場する。『3』で、階級は警部補であったことが語られている。
本作品では「大迫刑事」とクレジットされている。
斎藤 雅昭（）
演：本田博太郎
環境庁審議官。ガメラを敵視しギャオス保護を訴えたが、そのギャオスが巨大に成長を遂げ、単為繁殖を行い始めるなど、最早ガメラの力に頼らなければならないほどの手に負えない状態にまで達した際は、それまで敵視していたガメラについての見方を一転させ、「ガメラは今、どこにいるのでしょう」と発言する。しかし、その姿勢は長峰から「身勝手過ぎます！」と怒りを露にされた。
長峰同様、『3』でも再登場している。
佐竹（）
演：長谷川初範
自衛隊一等陸佐。統合幕僚会議事務局第３幕僚室勤務。ギャオスが幼体であった当初は、ガメラの方がギャオスよりも脅威だと考えていたが、成長したギャオスが昼間でも活動できるようになったのを見てその脅威を感じ取り、自分たちの方針が間違っていたことに気がつく。『2』にも登場する。
巡視船「のじま」船長
演：本郷功次郎
米森の上司。海上保安庁巡視船「のじま」船長。二等海上保安監。海竜丸から自ら離れていく環礁をソナー画面で確認する。
- 演じた本郷功次郎は、昭和ガメラシリーズのうち3作で主演を務めた経歴を持つ。本郷は文芸映画志向が強く、「子供の映画」と見做していた怪獣映画への出演はあまり快く思っていなかったが、本作で再び怪獣映画出演を果たすことになった際には、かつての自分を思い返し感無量の思いだったという。また、本作の出演以降、本郷は自身のプロフィールにガメラシリーズや大魔神シリーズの出演歴を載せるようになった。

輸送船「海竜丸」船長
演：久保明
プルトニウム輸送船「海竜丸」船長。プルトニウムを輸送中、巨大漂流環礁に乗り上げ座礁する。
タクシーの運転手
演：松尾貴史（特別出演）
JR三島駅前に停車していたタクシーの運転手。浅黄に頼まれ、JR三島駅から通行規制により警察が封鎖していた富士山スカイライン料金所を強行突破し、富士山の裾野まで乗せる。
道弥（）
演：袴田吉彦（特別出演）
長峰の後輩で、九州大学の大学院生。長峰に頼まれギャオスの染色体を調査し、長峰と米森にその異常性・危険性を説明する。台詞から遺伝子組み換え研究にも携わっていることが伺える。
雪乃（）
演：坂野友香
浅黄の友人。『2』にも登場する。
大野（）
演：渡辺裕之
自衛隊三等陸佐。天王洲の高層ビルに設置された戦闘指揮所より、ギャオスへのミサイル攻撃を指揮する。三部作を通して同役で連続出演しており、『2』以降は一等陸佐に昇進している。
本作品では「天王洲戦闘指揮所の中隊長」とクレジットされている。
富士裾野の自衛隊指揮官
演：渡辺哲
ドーム移動指揮所中隊長
演：坂田雅彦
スーパーのおかみさん
演：石井トミコ
買物の主婦
演：風吹ジュン（友情出演）
フェーズドアレイレーダー前のレポーター
演：夏木ゆたか（飛び入り出演）
駿河湾上空のガメラを攻撃するべく展開した自衛隊部隊を報じるレポーター。81式短距離地対空誘導弾部隊の射撃指揮装置車の前でガメラ攻撃のレポートを行う。
姫神島の駐在
演：金親保雄
長崎県警ヘリ機長
演：安尾正人
千鳥丸の船員
演：井上清和
ドーム表の小隊長
演：上田真士
防衛庁作戦室の通信員
演：藤みゆき
吊橋の中年男
演：尾井治安
吊橋の消防団員
演：晶衛里仁
吊橋の母親
演：和田都
吊橋の子供
演：堀内滝人
天王洲戦闘指揮所の通信員
演：渥美博
天王洲戦闘指揮所の通信員
演：鈴木美保
動物園の職員
演：新藤奈々子
姫神島のレポーター
演：香沙里奈
電車の若者
演：竹下宏太郎
電車の女性
演：青木美津子
調査船けんざきの調査員
演：矢野武
輸送船海竜丸の船員
演：松井工
男島の商店のおばさん
演：大島蓉子
プラスワンのキャスター
演：真山勇一、木村優子
深夜臨時ニュースのキャスター
演：若林健治
プラスワンの現場レポーター
演：大神いずみ
アルタのニュースキャスター
演：永井美奈子
ドーム移動指揮所の通信員
演：中村明美
ドームの現場レポーター
演：古賀之士
三島駅待合室のニュースキャスター
演：田辺稔

## 登場兵器・メカニック
自衛隊
- 74式戦車
- 89式装甲戦闘車
- 87式偵察警戒車
- 82式指揮通信車
- 73式大型トラック
- 73式小型トラック
- 偵察用オートバイ
- 1トン半救急車
- 81式短距離地対空誘導弾
- たちかぜ型護衛艦「あさかぜ」「さわかぜ」
- しらね型護衛艦
- はるな型護衛艦
- ゆうしお型潜水艦
- F-15J戦闘機
- F-4EJ改戦闘機
- RF-4E偵察機
- UH-1H多用途ヘリコプター
- CH-47J大型輸送ヘリコプター
- 64式7.62mm小銃
- スーパー9プロ：福岡ドームにおけるギャオス捕獲作戦において、陸上自衛隊が麻酔銃として使用。

海上保安庁
- PL型（1000トン型）巡視船「のじま」
- ベル212B中型ヘリコプター「むらくも」（架空の機名）
- ファルコン900大型ジェット飛行機「おおたか1号」
- スカイバン中型飛行機
- YS-11大型飛行機

その他
- プルトニウム輸送船「海竜丸」（架空）：3,850t。作中での新聞では動力炉・核燃料開発事業団（当時、現：日本原子力研究開発機構）所有とされている。
- 調査船「けんざき」

## 設定
劇中で米森と長峰が「XXだけでなくYYの染色体も見つかった」、「YYというのは雄の染色体…」というやり取りをするが、YYという染色体の構成は遺伝学的にありえないもので、YY＝雄というのは間違いである（ヒトの場合、男性はXY）。
劇中で環境庁（現：環境省）が希少動物としてギャオスの保護を決定しているが、あからさまに被害が多い動物に関しては保護が形式的なもので終わったり、見送られることや希少動物でも駆除が決まることも多く（トド#人間との関係も参照）、現実には有り得ない選択との指摘もある。
姫神島で見つかったギャオスのペリットがフンと誤認されることが多いが、ペリットとは未消化物を吐き出したものであり、主に猛禽類によるものが知られる。
ゴジラシリーズとの違いで、平成ガメラシリーズにおける劇中で自衛隊が活躍していることについて、特撮監督の樋口真嗣は「自衛隊の撮影協力を取り付ける際に自衛隊が活躍しないと協力してくれなかった。また、自衛官の子供が（友達に）『お前の家の父ちゃん、いつも負けてばかりだな』と言われていることを知り、これは何とかしないと、と思った」と述懐している。そのうえで、「意味もなく自衛隊が強かったらおかしいから、（怪獣も生き物であるから通常兵器でダメージがあってもおかしくない、という）理屈付けをした」と述べている。

## スタッフ
- 監督：金子修介
- 脚本：伊藤和典
- 特技監督：樋口真嗣
- 音楽：大谷幸
- 音楽プロデューサー：三浦光紀
  - 主題歌「神話」
    - 作詞：サンプラザ中野
    - 作曲：ファンキー末吉、斉藤かんじ、井上鑑
    - 編曲：井上鑑、爆風スランプ
    - 唄：爆風スランプ
- 撮影：戸澤潤一
- 照明：吉角荘介
- 美術：及川一
- 編集：荒川鎮雄
- セカンドユニット撮影：前田智
- 撮影補佐：高間賢治
- 編集補佐：冨田功
- 衣装（デザイン）：馬場紀子、長田好宣
- 録音：橋本泰夫
- スクリプター：石山久美子
- スチール：久井田誠
- 装飾：長谷川圭一、金子英司
- 音響効果：帆苅幸雄、岡瀬晶彦
- 助監督：片島章三
- 監督助手：浜本正機、村上秀晃、佐藤太
- アクション：多賀谷渉
- カースタント：スーパードライバーズ
- スタジオ：大映スタジオ、東宝ビルト
- 現像：IMAGICA

特殊技術
- 撮影：木所寛
- 照明：林方谷
- 美術：三池敏夫
- 怪獣造型：原口智生
- 操演：根岸泉
- 編集：普嶋信一
- 助監督：神谷誠
- 監督助手：中崎一嘉、武井謙一、太田圭介
- ビジュアルエフェクトスーパーバイザー：松本肇、灰原光晴

- 特別協力：防衛庁、海上保安庁、福岡ドーム、福岡放送、静岡第一テレビ、朝日航洋、プランニング秀功社
- 協賛：エプソン販売
- 総指揮：徳間康快
- 製作代表：加藤博之、漆戸靖治、大野茂
- 製作者：池田哲也、萩原敏雄、澤田初日子
- 企画：佐藤直樹、武井英彦、森江宏、鈴木伸子
- プロデューサー：土川勉
- ラインプロデューサー：南里幸
- 製作協力：IMAGICA、徳間書店、徳間ジャパンコミュニケーションズ
- 製作：大映、日本テレビ放送網、博報堂

### スーツアクター
- ガメラ：真鍋尚晃、鈴木潤
- ギャオス：亀山ゆうみ[注釈 8]

## 製作

### 企画経緯
ゴジラの復活（1984年版『ゴジラ』）を契機にガメラを復活させようという試みは1980年代からあり、ガメラ誕生20周年に当たる1985年に合わせようとしたが、1984年版『ゴジラ』の成功が思ったほどではなかったためにあやかれず平成期にずれ込み、平成ゴジラvsシリーズのヒットがガメラ復活のきっかけになったという。
監督の金子修介は、大映の要請で監督を快諾したものの、当初の製作予算が5億円という事実に落胆し、ギャグかコメディー映画にすることを覚悟したという。しかし、脚本に伊藤和典、特技監督に樋口真嗣を獲得したことで、「怪獣映画の王道」を作ろうということになった。また、ゴジラシリーズではどうしても実現できなかった、ゼロからのリメイク（ガメラそのものの出現と設定からのやり直し）、自由な作劇が可能となった。
昭和ガメラシリーズは大映の自社興行で公開されていたが、本作品制作時は大映の興行チェーンはなくなっていたため東宝洋画系での配給となった。当時はゴジラシリーズも存在していたため、1995年はゴジラとガメラの両方が東宝系で公開されることとなった。ゴジラシリーズの製作を務めた東宝の富山省吾は、『ガメラ』がライバルだという意識はなく、ゴジラが1人で頑張っているところに隣へ来てくれたことが嬉しかったと述べている。
なお、角川の『小さき勇者たち〜ガメラ〜』のストーリーは、かつて本作品に伊藤らが携わる以前に小中千昭・小中和哉兄弟と岡田恵和が本作品用に構想していた脚本、所謂「小中ガメラ」を原案としている。後に、「小中ガメラ」のアイディアは東映の『デジモンテイマーズ』と円谷プロダクションの『ウルトラマンティガ』の製作に影響したと小中兄弟が述べている。また、「平成ガメラ」以降の特撮界全体が多大な影響を受けたとされ、特にウルトラマンシリーズと仮面ライダーシリーズが一際強く影響を受けたともされている。
また、当初は『進め!電波少年』とのコラボレーションが企画されており、本作にも同番組に因んだマスコット怪獣「バウバウ」が登場することも検討されていた。

### 撮影
撮影にあたり自衛隊へ協力を要請したところ陸と海は承諾したが、航空自衛隊（空自）だけは難色を示した。理由は、「ギャオスとの空中戦でF-15Jが撃墜され、有楽町マリオンに墜落する」という展開に懸念が持たれたためである。幾度かの折衝の結果、このシーンは「戦闘機が出動するが、市街地上空のために交戦できない」というシーンとされ、空自の全面協力を取り付けている。これを踏まえ、今作では意識して「自衛隊に損害が出る」というシーンは極力避けたとされる。そのため、続編の2作品でも戦車が爆発して陸自隊員が吹き飛ぶシーンはあるが、空自の航空機は1機も墜落しないという展開になっている（『3』では怪獣に襲い掛かられるシーンは存在する）。また、三部作の全作品で航空機が墜落するシーンはない。
前半の舞台となる福岡は、前年末に公開される『ゴジラvsスペースゴジラ』（1994年）と競合しており、同作品制作の時点で本作品で福岡ドームが使われることが決定していたため、両作品のプロデューサーが協議した結果、『ゴジラ』側ではドームを、本作品では福岡タワーをそれぞれ映さないこととなった。
後半の東京におけるガメラとギャオスを交えた攻防戦は、屋外にミニチュアのオープンセットを組んで撮影された。
多くのカットで人間の目から見た視点で怪獣が撮られているため、完成度は高まっている。当時、ゴジラシリーズの特技監督を務めていた川北紘一も「視点の統一ということを徹底してやっていて、本篇のストーリーも面白くうまくマッチしていた。よくできたと思う」と絶賛している。
平成ガメラシリーズの製作には日本テレビも関わっていたため、劇中に同局系列の報道番組である『ニュースプラス1』と、そのキャスターが登場するほか、長崎国際テレビ・福岡放送・静岡第一テレビが劇中に何らかの形で登場している。具体的に見ていくと、長崎国際テレビはギャオスが発見された島から中継するリポーターのマイクについた「社名ロゴ」のみ（リポーター役は女優）、福岡放送は古賀之士アナウンサー（当時）が福岡ドームからリポートした他、同社が契約使用している取材ヘリが登場するシーン、静岡第一テレビは田辺稔アナウンサー（当時）が同社報道スタジオで臨時ニュースを読むシーンへの協力となっていた。

## 受賞歴
- 第27回星雲賞
  - 映画演劇部門・メディア部門[14]
- 第17回ヨコハマ映画祭
  - 監督賞（金子修介）
  - 助演女優賞（中山忍）
  - 脚本賞（伊藤和典）
  - 技術賞（樋口真嗣）
- 第38回ブルーリボン賞
  - 監督賞（金子修介）
  - 助演女優賞（中山忍）
- 第19回日本アカデミー賞[15]
  - 特別賞[16]
  - 優秀助演女優賞（中山忍）
  - 特殊技術賞（樋口真嗣ら特殊技術スタッフ）
- おおさか映画祭
  - 脚本賞（伊藤和典）[16]
  - 特殊技術賞（樋口真嗣）
  - 新人賞（藤谷文子）[16]
  - 話題賞[16]
- 第6回ゆうばり国際ファンタスティック映画祭
  - ファンタランド国王賞[16]
- 映画芸術
  - 1995年ベストワン[16]

また、本作品は前記の通り映画雑誌『キネマ旬報』による1995年度の「キネマ旬報ベスト・テン」で6位（読者投票は第2位）にランクインした。これは、本作品の特技監督である樋口が監督を務めた『シン・ゴジラ』（総監督は庵野秀明）が2016年度のベストテン2位にランクインするまで、ベストテン入りした唯一の怪獣映画であった。他に同誌の「日本映画ベスト100」にランクインしている他にも、『ガメラ2 レギオン襲来』と『ガメラ3 邪神覚醒』は1996年と1999年の「読者選出日本映画ベスト・テン」に選出されている。

## 映像ソフト化
- DVDは2001年2月21日発売[18]。
  - 2001年3月23日発売のトールケース版「ガメラ THE BOX（1995-1999）」に収録されており[18]、単品版は2007年10月26日発売。
  - 「ガメラ 生誕40周年記念Z計画 DVD-BOX」に収録されている。
- Blu-ray Discは2009年8月28日発売の「平成ガメラ ブルーレイ BOX」に収録されており、単品版も同時発売。
  - 同一のマスターを使用したデジタル・リマスター版DVDも、2010年7月23日に発売されている。
- ガメラ生誕50周年として、2016年7月22日に『平成ガメラ4Kデジタル復元版 Blu-ray BOX』が発売。
  - ガメラ生誕55周年として、2021年1月29日に『4Kデジタル修復 Ultra HD Blu-ray 【HDR版】』（4K Ultra HD Blu-ray +Blu-ray 2枚組）が発売[19]。

## テレビ放送
1996年7月には『2』の劇場公開に合わせ、『金曜ロードショー』で地上波初放映された。その際、作中の報道番組のシーンはキネコによるオリジナル版ではなく撮影時のVTRソースをダイレクトに使用したものへ変更され、現実の報道番組（公開当時の『ニュースプラス1』用）のセットや出演者による「もし現実に怪獣が現れ、それがテレビニュースで報道されたら」というシミュレーション風の映像となり、リアリティを高めていた。特に、深夜のテレビが固定映像にテロップだけを映し続ける場面など、公開の直前に発生した兵庫県南部地震（阪神・淡路大震災）の報道に酷似した描写が多かったが、実際は地震発生よりかなり前に映画は完成しており、日本テレビの協力のもと「災害報道のリアリティ」にこだわった結果としての現実との一致である。

## 再上映
2020年11月27日には、ガメラ生誕55周年記念として製作された4K HDR版（#映像ソフト化を参照）を劇場上映するドルビーシネマ版が期間限定上映され、上映館の1つである丸の内ピカデリーでの初日舞台挨拶には金子・中山忍・螢雪次朗が登壇した。この版にはドルビーアトモス音声が収録されており、上映に際してサウンドデザインを高く評価されたことから、『2』や『3』についてもドルビーアトモス音声を収録することとなった。

## 金子修介にまつわるエピソード
金子が怪獣映画を手がけたのは本作品が初めてであったが、にっかつで助監督をしていた当時、大学の映研（映画研究会）の先輩である押井守（ガメラ2 レギオン襲来#その他も参照。）からの誘いでテレビアニメ『うる星やつら』（文芸担当：伊藤和典）の脚本、第3話「宇宙ゆうびん テンちゃん到着!」と第4話「つばめさんとペンギンさん」を執筆したが、それらの内容は「テンが諸星家に落ちてきて、終盤でテンが火を吐いて諸星家を全焼させる」や「巨大化したツバメが東京タワーに巣を造る」というものであり、伊藤和典の影響もあって『ガメラ 大怪獣空中決戦』と『ガメラ3 邪神覚醒』との類似性が指摘されている。なお、『うる星やつら』にはいくつかのエピソードや『うる星やつら2 ビューティフル・ドリーマー』にガメラやギャオスや大魔神が実際に登場する場面が存在し、『犬夜叉』でもガメラを意識したキャラクターたちが登場しており、『虚実妖怪百物語』ではガメラと大魔神とダイモンと犬夜叉と殺生丸と鬼太郎がゲストキャラクターとして共演している。
本作品以前に、金子は映画『ゴジラvsモスラ』（1992年）の制作が発表された際に、特報に監督名が記載されていなかったことから、東宝プロデューサーの富山省吾へ監督への起用を要望する年賀状を送っていた。これは実現に至らなかったが、このとき構想していた地上のゴジラを空中からモスラが攻撃するというイメージは、後に本作品でのガメラとギャオスの戦いに継承された。また、本作品起用時には、『vsモスラ』の件を知っていた大映プロデューサーの鈴木良紀から「ゴジラの仇をガメラで討ちましょう」と言われたという。